# Anfiteatro de Amiens
El Anfiteatro de Amiens es un anfiteatro romano construido en la ciudad de Samarobriva, actual Amiens, en el departamento francés de Somme.
El anfiteatro se construyó en el corazón de la ciudad antigua, una situación única en la Galia romana, y en las inmediaciones del foro. Se construyó entre finales del siglo I y mediados del siglo II y mide 113 x 99 m. Sus escasos restos están enterrados bajo el ayuntamiento de Amiens y el terreno circundante.

## Localización
En la mayoría de las ciudades de la Galia romana, los anfiteatros se construían fuera de los límites de la ciudad por razones de planificación urbana y facilidad de movimiento alrededor del monumento. La situación en Samarobriva era completamente diferente y única en la Galia. El anfiteatro ocupaba un lugar central en la ciudad. Además, es adyacente al foro romano construido con anterioridad y está alineado con él y con los ejes viales.
En la ciudad moderna, el anfiteatro está parcialmente cubierto por el ayuntamiento de Amiens; su cávea forma parte de la manzana delimitada al oeste por la rue Léon-Blum, al norte por la rue de Metz, al este por la rue Albert-Dauphin y al sur por la rue Gresset.

## Historia
Es posible que en el lugar se construyera un primer edificio de madera sobre una base de mampostería, pero esta hipótesis no ha sido verificada.
El anfiteatro de mampostería se construyó entre finales del siglo I y mediados del siglo II, lo que se deduce de la cronología del lugar y de las características arquitectónicas del monumento; su ubicación en el centro de la ciudad, en una zona ya urbanizada, supuso la destrucción previa de toda un barrio residencial. Entre los años 160 y 180, un grave incendio asoló la ciudad y obligó a reconstruir algunos de los monumentos públicos, entre ellos quizás el anfiteatro, donde se observan rastros de reparación o transformación.
Es posible que el anfiteatro, transformado en fortaleza, sirviera de refugio para la población en caso de ataque hacia finales del siglo II, como otros edificios de representación «masiva» de la misma época. Se integró rápidamente con el foro en un verdadero recinto defensivo a finales del siglo III o en los primeros decenios del siglo IV, del que estos dos monumentos forman la fachada sur. Sus accesos fueron entonces amurallados.
A principios de la Edad Media, el anfiteatro se convirtió en la «torre condal» con mazmorras en parte de su sótano, tras modificaciones indeterminadas; en el siglo XIII una iglesia, destruida en 1802, ocupaba la parte norte del anfiteatro.
Aunque ya se había informado de antiguas subestructuras, no fue hasta 1900, cuando se construyó el ayuntamiento, y 1945, cuando se reconstruyó el distrito, cuando se identificaron todos los restos descubiertos como los de un antiguo anfiteatro.

## Descripción
El eje largo del anfiteatro reconstruido (ovalado, no elíptico) mide 113 metros y el eje corto 99 metros. Las dimensiones de la arena no se conocen con certeza, pero se estiman en 57 × 44 m. En estas condiciones, el aforo del monumento puede estimarse en un máximo de 15 000 espectadores.
El anfiteatro de Amiens pertenece a la categoría de los edificios de representación «semimasivos»: las gradas de la parte inferior descansan sobre un relleno de fragmentos de piedra y caliza que rellena el hueco entre una serie de muros concéntricos desde la periferia hacia la arena. La parte superior de la cávea se apoya en bóvedas radiales interrumpidas al paso de galerías anulares. Los dos vomitorios principales que dan acceso a la arena están orientados hacia el oeste y hacia el este, y este último proporciona la comunicación entre el anfiteatro y el foro y su templo. Al menos cuatro vomitorios secundarios servían a la cávea en otros puntos de su perímetro. Dos muros paralelos, de unos 50 m de longitud, recorren el lado oriental del anfiteatro, entre este y el en latín: form; entre las hipótesis planteadas, la más plausible parece ser la de la base de una doble escalera que permitía el acceso a la parte superior de la cávea.
La mampostería utiliza opus vittatum , pero también bloques locales de mayor tamaño; los arcos están compuestos por una alternancia de terracotas arquitectónicas y piedra.

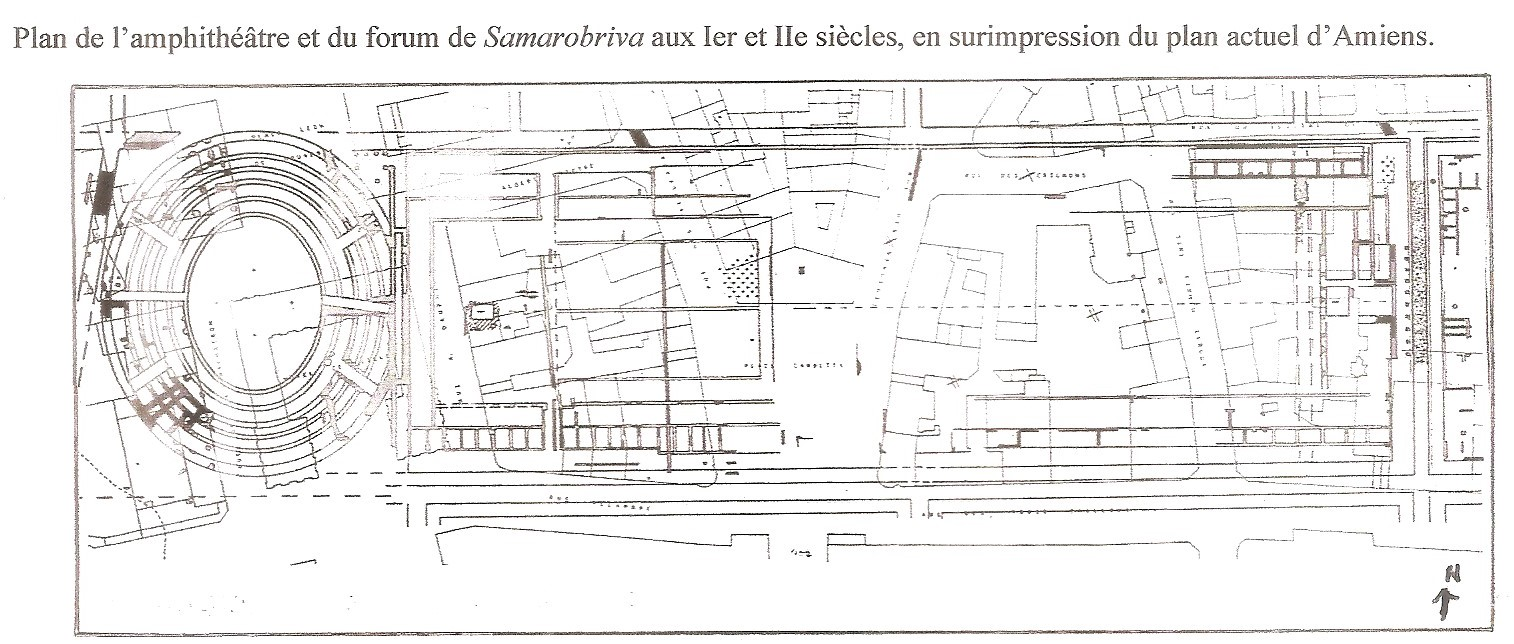
El anfiteatro y el foro.